# Antonio Serrano (Schauspieler)
José Antonio Serrano Argüelles (* 17. Mai 1955 in Mexiko-Stadt) ist ein mexikanischer Regisseur, Schauspieler, Dramatiker  und Drehbuchautor.

## Biografie
Serrano absolvierte ein Studium der Kommunikation an der Universidad Iberoamericana, einer der Eliteuniversitäten Mexikos. Er besuchte auch die Royal Weber Academy of Dramatic Art in England und lernte beim Odin Teatre in Dänemark. Er studierte mit den folgenden Regisseuren: Jerzy Grotowski aus Polen, Philippe Gaulier aus Frankreich und Carlos Bosso aus Italien. Zurück in Mexiko, arbeitete er an Telenovelas (Seifenopern) für Televisa und TV Azteca und traf als Regisseur auf bekannte Schauspieler wie Gael García Bernal, Salma Hayek, Chayanne und Angélica Aragón.
Er führte auch Regie in zehn Theaterstücken einschließlich Sexo, pudor y lágrimas, das er selbst geschrieben hat. 1999 verwandelte er das Stück in einen Film, der zum erfolgreichsten Film der Zeit (Einnahmen 118 Millionen mexikanischer Pesos oder 12 Millionen US-Dollar Umtauschkurs von 1999) wurde. Millionen von Menschen sahen sich den Film während einer Laufzeit von sechs Monaten an, und er gewann verschiedene Ariel Auszeichnungen der Mexikanischen Filmakademie. Es folgten Filme wie Lucia, Lucia mit der aus All About My Mother bekannten argentinischen Schauspielerin Cecilia Roth und El Torzón, ein Teil einer Serie von Kurzfilmen über Gewalt in Mexiko-Stadt mit dem Titel Cero y van cuatro. Serranos Adaptation des Drehbuchs von Lucía, Lucía wurde für den Ariel Award 2004 nominiert.

## Theater
- Café americano (1992)
- Sexo, pudor y lágrimas (1990)
- Doble cara (1988)
- A destiempo (1986)

## Filmografie

### Als Regisseur
- Macho (2016)
- Morelos (2012)
- Hidalgo: La historia jamás contada (2010)
- Cero y van cuatro (segment "El Torzón") (2004)
- La hija del canibal (Lucía, Lucía) (2003)
- Sexo, pudor y lágrimas (Sex, Shame & Tears) (1999)

### Telenovelas (als Regisseur)
- Cara o cruz (2002)
- La vida en el espejo (1999)
- Mirada de mujer (1997)
- Nada personal (1996)
- Mágica juventud (1992)
- Teresa (1989)

### Als Drehbuchautor
- 1999: Sexo, pudor y lágrimas (Sex, Shame & Tears) (Originaldrehbuch)
- 2003: La hija del canibal (Lucía, Lucía) (Adaptation)

### Als Schauspieler
- 1980: Tranquille donne di compagna
- 1989: Romero
- 1990: La última luna (1990)
- 1990: The Comfort of Strangers
- 1992: La dedicatoria
- 1995: Un hilito de sangre
- 2006: Un mundo maravilloso